# Saljut 4
Saljut 4 (ryska: Салют-4) eller DOS-4, var en sovjetisk rymdstation. Den sköts upp från Kosmodromen i Bajkonur med en Proton-raket, den 26 december 1974. Totalt besökte tre Sojuz farkoster rymdstationen. Två av dessa var bemannade. Rymdstationen återinträdde i jordens atmosfär den 3 februari 1977 och brann upp.

## Farkoster som besökt stationen
| Farkost  | Dockning                             | Besättning                       |
| -------- | ------------------------------------ | -------------------------------- |
| Sojuz 17 | 12 januari - 9 februari 1975         | Georgij Gretjko Aleksej Gubarev  |
| Sojuz 18 | 25 maj - 26 juli 1975                | Pjotr Klimuk Vitalij Sevastianov |
| Sojuz 20 | november 1975 - februari 1976        |                                  |
| Sojuz 20 | Obemannad testflygning av nya Sojuz. |                                  |

### Fotnoter
1. ↑  ”NASA Space Science Data Coordinated Archive” (på engelska). NASA. https://nssdc.gsfc.nasa.gov/nmc/spacecraft/display.action?id=1974-014A. Läst 22 mars 2020.
2. ↑  Manned Astronautics - Figures & Facts Arkiverad 4 mars 2016 hämtat från the Wayback Machine., läst 15 juli 2016.
3. ↑  Encyclopedia Astronautica, läst 19 mars 2017.